# 加州卷

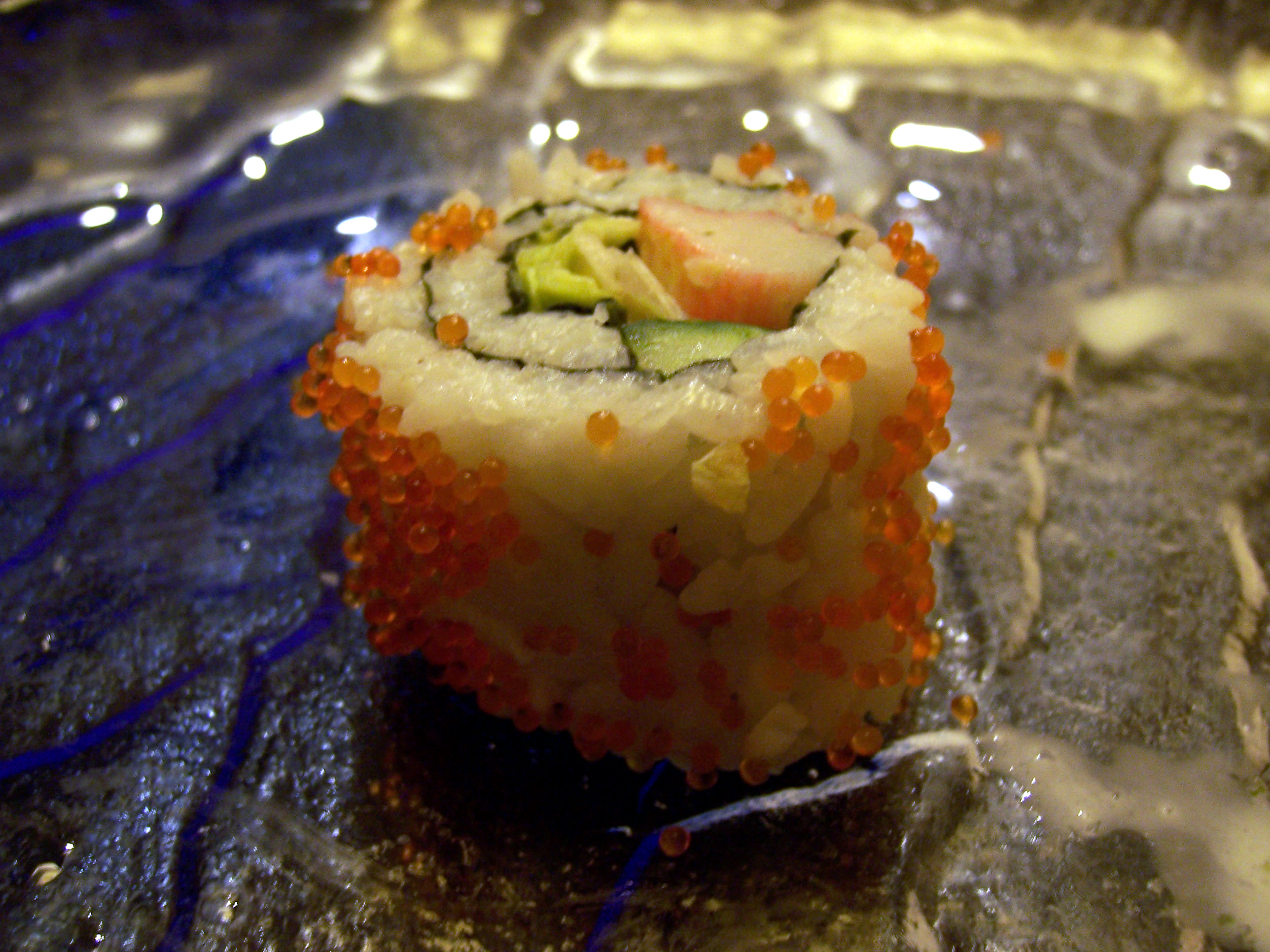
灑上蟹子的加州捲

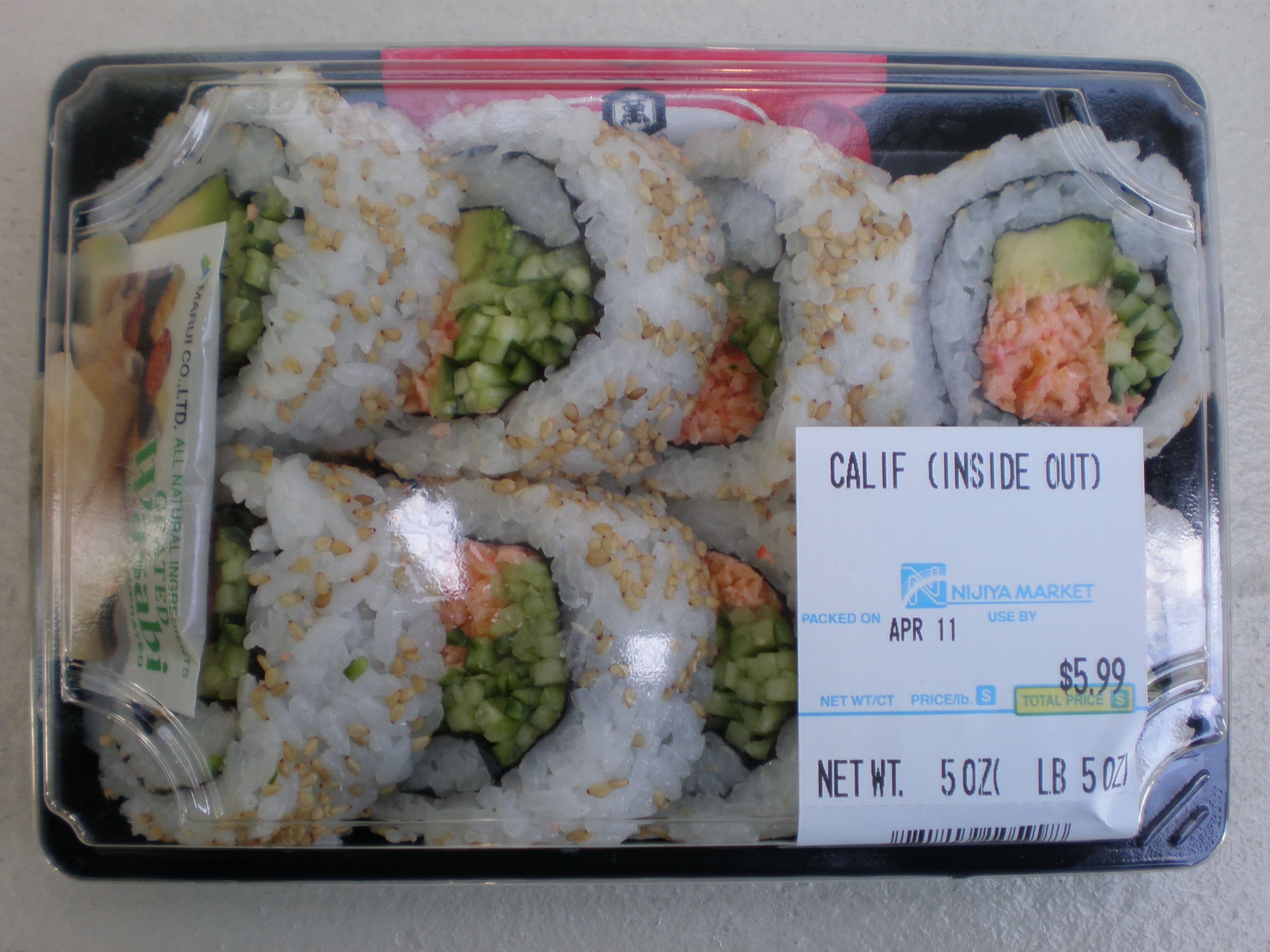
在美國三藩市超級市場售賣的加州捲

加州卷（或寫作加州捲，日语：／ Kariforunia rōru/日语：／ Kashūmaki），是一種捲狀壽司飯捲，材料一般以黃瓜、蟹柳、酪梨加上蛋黃醬，並以紫菜捲製而成，然後在外層的米飯灑上白芝麻或蟹子。由於做法通常是以米飯鋪在紫菜（海苔）上，再反轉以紫菜的一面向內包裹著材料，故此類捲壽司被稱為反卷或裏卷（Inside-out roll）。

## 來源
關於加州卷的創造者的身份存在一些爭議。多位來自洛杉磯的幾位廚師都被認為發明了這道菜。
較常見的文獻常說加州卷是加州東京會館的廚師真下一郎發明。他曾在小東京的東京會館餐廳工作。據此記載，真下在淡季開始用牛油果代替拖羅，經過進一步實驗，在 1960 年代（或 1970 年代初）開發出原型。
加拿大的CityTV在籌備加拿大150週年國慶紀念節目時，訪問62歲東條英員老廚師時，東條英員自稱加州卷是其所發明，東條英員於1971年8月移居溫哥華，1970年代工作於早期位於加拿大溫哥華四家壽司餐廳之一。後來有來自美國加州的食客將他的發明帶到加州，才使這道菜在加州普及，並傳回日本，令大家誤會加州是加州卷的發源地。相較其他聲稱為加州卷發明者的廚師，亦只有他才能說明為何會使用黃瓜、煮熟的蟹肉和酪梨。他表示，當時北美洲對刺身和壽司不太習慣，不認為未經烹煮的魚肉片及包裹其外黑色的紫菜可口，於是便以跟魚腩一樣肥的酪梨取而代之，加入煮熟的蟹肉及黃瓜，再用反卷的形式隱藏西方人認為賣相不佳的海苔，再灑上白芝麻捲成。他亦解釋了當他將他的建議告訴日本的總店時，保守的總店認為他的建議「太瘋狂」，還叮囑他「千萬不要這麼做」，但他總不能讓客人只吃天婦羅跟烤肉，而事實上他的發明不單讓客人愛上了壽司，還放膽從煙燻鮭魚開始嘗試其他壽司，繼而接受了其他有生魚肉的壽司。
後來，經其他師傅改良過的加州卷得到美國人的接受並在美國各地盛行，加州卷最終於1980年代傳回日本，成為壽司的其中一道款式。